# 27446 Landoni
27446 Landoni è un asteroide della fascia principale. Scoperto nel 2000, presenta un'orbita caratterizzata da un semiasse maggiore pari a 2,4441433 UA e da un'eccentricità di 0,1121641, inclinata di 7,47678° rispetto all'eclittica.